# Snuden rejser hjemmefra
|  | Denne artikel er oprettet af botten PalnaBot ud fra en ekstern database. Den kan derfor have sproglige fejl eller mangler. Denne skabelon kan fjernes efter kontrol af indholdet. |

Snuden rejser hjemmefra er en børnefilm instrueret af Anders Sørensen efter manuskript af Flemming Quist Møller.

## Handling
Snuden er et hemmeligt og fredeligt dyr, der lever i sin grønne mose. Her er han ven med alle dyr. En dag vil en jæger skyde hans bedste ven, odderen Otto, og Snuden beslutter at opklare, hvorfor mennesker er så tossede. Han forlader mosen og møder en menneske-pige, som bor i den store by. På et værtshus spiser en bisse. Den sultne Snude snupper bøffen, og så bliver der slagsmål. Snuden vakler ud i den mørke nat. Kæmperotten Rita tager sig af den forkomne Snude.